# Cú Roí
Nel Ciclo dell'Ulster della mitologia irlandese Cú Roí (Cú Ruí, Cú Raoi) mac Dáire è un re del Munster che ha il potere magico di poter cambiare forma a volontà. Il suo nome probabilmente significa "Mastino del Campo di Battaglia". Secondo un'ipotesi rappresenta l'evemerizzazione di un'antica divinità.  

## Fled Bricrenn, "Il banchetto di Briccriu"
Quando al "Banchetto di Briccriu" nasce la sfida per la "parte del campione" tra Cú Chulainn, Conall Cernach e Lóegaire Búadach Cú Roí è uno dei giudici della competizione. Come gli altri giudici assegna la vittoria a Cú Chulainn, ma vede Conall e Lóegaire rifiutare il verdetto. Quando i tre eroi ritornano nell'Ulster si presenta ad ognuno di essi separatamente nelle vesti di un orrido zoticone che li sfida. Ogni eroe potrà decapitare lo sfidante, a patto poi di farsi decapitare a propria volta. Conall e Lóegaire staccano la testa al re/mago, che la raccoglie e se ne va. Ma quando torna il giorno dopo nessuno dei due osa rispettare i patti. Solo Cú Chulainn avrà la forza d'animo per rispettare l'accordo ed esporre il collo all'ascia dell'avversario, che per questo lo grazia, si rivela e lo dichiara vincitore.

## Il raid controInis Fer Falga
In cambio di una parte a sua scelta del bottino un giorno Cú Roí, sempre sotto mentite spoglie, si unisce a Cú Chulainn in una razzia contro Inis Fer Falga (l'isola di Man?). Insieme i due eroi rubano il tesoro e rapiscono la figlia del re dell'isola, Blathnát, innamorata di Cú Chulainn. Quando viene chiesto a Cú Roí di scegliere la sua parte, egli sceglie proprio la ragazza. Cú Chulainn cerca di fermarlo, ma Cú Roí gli taglia i capelli e lo conficca nel terreno fino alle ascelle, scappando con la preda. Più tardi Blathnát si vendicherà tradendolo proprio a favore di Cú Chulainn, che espugnerà il castello del rivale e lo ucciderà. In una versione Blathnát scopre il segreto dell'immortalità del suo rapitore: la sua anima è nascosta all'interno di una mela, nascosta nella pancia di un salmone che vive in un ruscello tra le montagne di Slieve Mish. Il salmone sale in superficie solo una volta ogni sette anni, ma Blathnát lo scopre e lo uccide. In questo modo quando Cú Roí affronterà Cú Chulainn verrà ucciso. in ogni modo alla fine della vicenda il poeta di corte di Cú Roí, Ferchertne, indignato per il tradimento subito dal suo signore, si vendicherà su Blathnát, trascinandola con sé in un volo mortale giù da un precipizio. 

## Le fallite vendette degli eredi
Il nipote di Cú Roí, Conganchnes, cerca di vendicarlo, ma viene ucciso da Celtchar. Suo figlio, Lugaid mac Con Roí, cerca a sua volta vendetta, ma viene ucciso da Conall Cernach. 

## Altri riferimenti
Le rovine dell'Età del Ferro di Caherconree (in irlandese Cathair Con Raoi, "il Castello di Cú Roí"), tra le montagne di Slieve Mish, nella penisola di Dingle, nel County Kerry, si riferiscono al personaggio. 
Foto del monte di Caherconree si trovano all'indirizzo http://www.a-wee-bit-of-ireland.com/eire_2007/caherconree/index.html Archiviato il 7 settembre 2011 in Internet Archive., con una foto del forte all'indirizzo http://www.a-wee-bit-of-ireland.com/eire_2007/caherconree/caherconree_34.html Archiviato il 7 luglio 2011 in Internet Archive. .